# ハロー!ミッドナイト
ハロー!ミッドナイト（HELLO! MIDNIGHT）はTBS（東京放送）系列で1984年10月6日～1985年3月30日まで放送されていた深夜番組である。

## 内容
司会にミュージシャンの松山千春を起用。テレビの歌番組にはほとんど出ない千春のトークを売りにした硬派寄りの番組であったため、お色気路線がメインだった当時の深夜番組としては異彩を放っていた。
前年スタートしたフジテレビの「オールナイトフジ」が大ヒットを飛ばした事がきっかけとなり、在京の民放各社がこぞって土曜深夜枠に深夜生ワイド番組をぶつけ「土曜深夜戦争」とも呼ばれた。

## 概要
TBSはこの時間帯の番組を始めるにあたり、事前に所ジョージを起用して、パイロット版とも言える単発番組を制作・放送しており、当初は所を起用した番組制作も考えていた。その一方で松山千春にも出演交渉をしており、松山の承諾が得られなければ所を起用した番組とする予定であった。しかし、松山が出演を承諾したことで所を起用する話はなくなり、所は日本テレビの『TV海賊チャンネル』に出演することとなった。結果として、所が出演したTV海賊チャンネルは注目を浴び視聴率も高かったが、松山を起用したTBSは平均1%台（ビデオリサーチ調べ、関東地方）と視聴率最下位となってしまった。更に番組中での松山の言葉遣いが乱暴だなどと色々批判の声も上がっていた。
元々松山と本番組との契約は6か月間だったが、こうしたこともあって契約は更新せず、1985年3月30日に番組は最終回を迎えたが、たまたま「春の選抜高校野球」の時期にあたっていたため、毎日放送制作の「球春!センバツ甲子園」のネットを受ける都合上（番組開始時刻が午前0時05分からと、ちょうど重なるため）、最終回をネット受けできず、事実上最終回の前週をもって番組が終了となったネット局が静岡放送など複数存在する。ちなみに毎日放送では、一週間遅れの1985年4月6日に最終回を時差放送している。
TBSは次番組も他局のお色気路線に追従せず、当時『久米宏のTVスクランブル』（日本テレビ）での奔放な発言が注目されていた横山やすしを起用した『やすしの度胸一発』を開始。しかし、この番組も半年で終了の憂き目に遭う。
毎日放送はこの番組が不振に終わったためか、以降は1995年4月からの『CDTV』までTBS制作の土曜深夜の番組を同時ネットすることは無かった。

## 出演者
- 松山千春
- 山本コウタロー
- 有村かおり（当時TBS（東京放送）アナウンサー）

## 放送時間
- 土曜深夜（日曜午前）0:05 - 2:00（115分）生放送（当時の編成としては『JNNスポーツデスク』のすぐ後の時間帯であった。）

## 番組ネット局
- 東京放送（現・TBSテレビ、制作局）
- 北海道放送
- 東北放送
- テレビ山梨
- 信越放送
- 新潟放送
- 静岡放送
- 中部日本放送（現・CBCテレビ）
- 毎日放送
- 山陽放送（現・RSK山陽放送）
- 中国放送
- RKB毎日放送

など

## エピソード
番組内のコーナーで、松山千春をはじめとした出演者が、1週間のニュースを見ながらコメントを述べるコーナーがあり、ここでの発言内容がTBSの論調とは違うところが少なくなかったため、TBS報道局からコーナーへのクレームが何度となくついたという。
1984年12月29日、年内最後の放送となった回は、「望年会」と称して、通常2時間の番組枠を午前4時30分まで延長し、4時間25分の拡大版として放送した。しかし『TV海賊チャンネル』も、同じように放送時間を午前4時30分まで拡大した「忘年会企画」を放送し、正面衝突の様相となった。なお、ライバル局のうちフジテレビの『オールナイトフジ』は当日午前3時40分ごろで番組終了、テレビ朝日の『ミッドナイトin六本木』は当日も通常編成のまま午前3時に番組終了となっていた。

## 同時期の各局「ライバル番組」
- TV海賊チャンネル（日本テレビ）
- オールナイトフジ（フジテレビ）
- ミッドナイトin六本木（テレビ朝日）
- 夜はエキサイティング（テレビ東京）同時間帯唯一の収録番組であった